# トランソニック
『トランソニック』は、1973年から1976年にかけて12回にわたり『季刊トランソニック』として全音楽譜出版社より出版された、作曲家のための音楽雑誌である。

## 概要
1号の表紙には「新しい音楽の未来を探る」とある。作曲家をはじめ建築家や画家などからの寄稿、譜例、インタビュー、高橋悠治らによる翻訳に加え、1号から5号、9号の巻末に付録として「作品」または「作品集」が付く。5号より「批評のページ」（11-12号は「フィードバック」と名前が変わる）が加わる。1号から5号まではA4より若干小さいサイズ、6号から12号まではA5サイズで出版されている。
本文の他にも、6号から12号には演奏会の告知、レコードの発売宣伝、全音楽譜出版社やローランドなどの広告が掲載され、当時の現代音楽を取り巻く環境を窺うことができる。
1号から4号までは「編集―トランソニック」、5号は「企画―トランソニック」と「責任編集―高橋悠治」、6号から12号には「企画―トランソニック」「編集―高橋悠治・池藤なな子」の記述がある。
「トランソニック事務局」として1号から3号には東京コンサーツ、4号から5号には高橋悠治の自宅住所が記載されている。6号以降には明記されていない。
それぞれの号は単発の特集となっているが、号をまたぐ寄稿としてつぎがある。
- 徳丸吉彦と沢田篤子「真言宗豊山派声明」（6-7号）
- 高橋悠治「「山城流」批判覚書」（5号）と芸能山城組「高橋悠治氏の〈「山城流」批判覚書〉に答える」（7号）
- 武田明倫「レコード〈湯浅譲二／作品集成〉」（9号）と近藤譲「「武田明倫・レコード〈湯浅譲二／作品集成〉」を読む」（10号）
- 高橋悠治「古い歌は終わった」（9-12号）
- 「環境の音楽」マリー・シェイファー 高橋悠治訳（10-11号）
- 石田一志「サティの復権をめぐって（現代音楽における一九二〇年代）」（7号）、秋山邦晴「石田一志「サティの復権をめぐって」への疑問」―公開質問状（8号）と両者による対談「音楽批評とは何か？」（11号）[3]

## トランソニックの意味
高橋悠治は1号「創刊のことば」の中で、「結成まもないわれわれのグループtranSonic」〔原文ママ〕と記している。
1号巻頭目次には次のような記載がある。

trans ①越えて 横切って:transmit ②貫いて通って 完全に:transfix ③他の側へ 別の状態へ:translate ④超越して:transcend ⑤自由な接頭辞として …の向こう側の
＋
sonic ①音の 音波の 音速の（に等しい） cf, HYPERCSONIC, SUBSONIC, SUPERSONIC, TRANSONIC
＝
トランソニック tranSonic

## 同人
2号に「トランソニック同人」として一柳慧、武満徹、湯浅譲二、高橋悠治、松平頼暁、柴田南雄、林光による討論が収められており、これと同じ名前が表紙にも記載されている。7号奥付に6月から近藤譲が同人となり武満徹が退会したとの記述がある。
アートディレクターを勝井三雄、表紙は中西夏之、撮影は大辻清司が手がけた。

### 1号
特集：全体劇場
AD 勝井三雄
表紙挿絵 中西夏之
1973年12月25日発行 126ページ 定価1000円
- 「創刊のことば」高橋悠治[6]
- 「閉じた領域としての劇場」原広司
- 「質の領域化の方へ」[7]宇佐美圭司
- 討論・劇的空間の成立 山口昌男 渡辺守章 高橋悠治
- 「叙事詩的演劇における音楽の使用について」ベルトルト・ブレヒト 千田是也訳
- 「電子的身振りについて」ヤニス・クセナキス 高橋悠治訳
- 「劇場・この悲劇的なもの エンヴァイラメンタル・メディアとして」湯浅譲二
- 「マルチプルシアターへの可能性」一柳慧
- 「うごく劇場あるいはフェスティヴァルの拡散」磯崎新
- 「全体劇場の新らしい様相」ディーター・シェーンバッハ 柴田純子訳
- 「対談・天皇の歌・オペラ 幻想」佐藤信 林光
- 「音楽劇場としての二月堂」柴田南雄
- 「ケチャ・プリアタン」[8]小泉文夫[9]
- 近況[10]

作品
- 「Theatre Piece "What's next?"について」松平頼暁
- 「ゆめの家」ラモンテ・ヤング マリアン・ザジラ 高橋悠治訳
- 「あの朝のこと」ロバート・アシュリー 高橋悠治訳
- 「ロバート・アシュリーとの対話 高橋悠治

### 2春号
特集：記号 かたち・楽譜
AD 勝井三雄
表紙・扉絵画 中西夏之
1974年4月25日発行 155ページ 定価1000円
- トランソニック同人「討論 記譜法における問題点」
「五線譜・図形・伝達」「記号からの発想と記号化できないもの」「日本音楽の採譜」「伝達のありかた」「様式の解明」「絵としての楽譜」「だれに伝達するのか？」
- 「ユダヤの旧約朗唱にみる 口伝と「タアミーム」再考 拘束と変容の総合」水野信男
- 「中国琴の記譜法」三谷陽子
- 「新義真言声明の採譜と博士のことなど」[11]増本喜久子
- 「序・兼常清佐について」柴田南雄
- 「ニホンの民謡はどうしたら譜にかかれるか」兼常清佐
- 「生物界のコード」松平頼暁
- 「ウイルスがからだをころし、いっしょに埋められたとき、ウイルスは自分のノドをしめたといわれよう。」ロバート・アシュリー 高橋悠治訳
- 「コミュニケーション」コーニリアス・カーデュー 高橋悠治訳
- 「草稿の森の略地図 宮沢賢治童話作品群の成立と転化に関する記号的、図表的整理の一例」入沢康夫
- 「楽器からかたちへ」高橋悠治
- 「手が先き、先きが手」滝口修造[12]
- 「六枚の楽譜」ミヒャエル・フェッター カレン・ソルツバーグ編集 高橋悠治訳
- 「点像 Tears for Marilyn」勝井三雄[13]
- 「イヴェント小品集」塩見允枝子[14]
- 「台本（身体と精神の作品化のために）」高松次郎
- 近況[10]

作品集（新しい記譜法の実験）
- 「インター・ポジ・プレイ・ション」湯浅譲二
- 「ブルームフィールド氏の間化」近藤譲
- 「プラティヤハラ・イヴェント」一柳慧
- 「閏月棹歌」柴田南雄
- 「サウス#5」小杉武久
- 「マナンガリ」高橋悠治
- 「三つの輪の上で」塩見允枝子

### 3夏号
特集：学習
AD 勝井三雄
表紙挿画 中西夏之
1974年7月25日発行 129ページ 定価1000円
- 「なぜ学習か」高橋悠治
- 「技術について」石川淳
- 「ショパンと峰崎勾当の間で」安田武
- 「影響の方法論」丸谷才一 高橋悠治
- 「音楽の「規範」と「教育」」林光
- 「いわゆる「ベートヴェン批判」資料集」高橋悠治
「フィラデルフィア・オーケストラの中国での演奏」陳與
「標題のない音楽には階級性はないであろうか」朝華（中央民族学院芸術科）
「フルジョア階級の人間性論を掘り下げて批判する 標題と無標題音楽問題の討論から説き起こして」初瀾
- 「企業社会に抗する芸術家の社会的責任」津村喬
- 「非楽之楽 オーケストラのための矛盾」[15]高橋悠治
- 「ことばが歌うとき」マリー・シェイファー 武満徹訳
- 「紙を使わない社会のための拡張された教育」[16]ナム・ジュン・パイク 秋山邦晴訳
- 「音の瞑想 ♀アンサンブルとアメリア・エアハート[17]に捧げる」ポーリーン・オリヴェロス 塩見允枝子訳
- 「ブラウン大学のための三日間のバイオ・フィードバック学習体験」デヴィド・ローゼンブーム 高橋悠治訳
- 近況[10]

作品集（新しい記譜法の実験）
- 「ピアノ・エチュード」[18]松平頼暁
- 「オカリナのためのコンヴェンション（集会）」坪能克裕
- 「流れ」林光

### 4秋号
特集：テクノロジー空間
AD 勝井三雄
表紙挿画 中西夏之
1974年10月25日発行 143ページ 定価1000円
- 「妖精のような発明」フェルッチョ・ブゾーニ 高橋悠治訳
- 「一九七〇年代の電子音響スタジオ」マックス・マシューズ 徳丸吉彦訳
- 「微細音響構造のための提案 「形式化された音楽 作曲における思想と数学」第9章」[19]ヤニス・クセナキス 高橋悠治訳
- 「電子音楽における空間」クルト・ブラウコップ 徳丸吉彦訳
- 「電子音楽について」篠原真
- 「テープ音楽の器楽への影」湯浅譲二
- 「日本の電子音楽の歴史と現状」柴田南雄
- 「アンケート 国内電子音楽スタジオ」[20]
- 「内側からのながめ」ジョセフ・ラブ 松岡和子訳[21]
- 「寂公の散乱 佐藤慶次郎のオブジェより」写真・大辻清司[22]
- 「メディアとリアル・タイム」山口勝弘
- 「ウェイブ・トレイン」デビィッド・バーマン 高橋悠治訳
- 「携帯用黄金と哲学者の石 4個の脳の音楽」デビィッド・ローゼンブーム 高橋悠治訳
- 近況[10]

作品集 新しい記譜法の実験
- 「インター・ポジ・プレイ・ションII」湯浅譲二
- 「ピアノのための音楽」甲斐説宗
- 「シグニフィケイション」長与寿恵子

### 5冬号
特集：組織
AD 勝井三雄
表紙挿画 中西夏之
表紙写真 大辻清司
1975年2月25日発行 143ページ 定価1500円
- 「まえがき」高橋悠治
- 「反応すること…」ヴィンコ・グロボカール 高橋悠治訳
- 「かれらは即興する…即興せよ…即興しよう？…」ヴィンコ・グロボカール 高橋悠治訳
- 「Where now?（女性演技者、男性舞踊手、および小アンサンブルのための）―または合奏の多層性について」松平頼暁
- 「音楽家集団内部のハイアラーキー構造〈オセアニア・インドネシアの事例を中心に〉」山口修
- 「ガムランの技法」[23]小泉文夫
- 「芝居の組織＝言語」佐藤信
- 「ブレヒト詩《Wir sind sie》の文法構造」ロマン・ヤコブソン 岩佐鉄男訳
- 「細胞の生命（活）より」ルイス・トマス 松平頼暁訳
- 「プロ意識を廃し、ハイ・ファイ的感性を拒絶し、日常生活即音楽の心情に生きる人達 タージ・マハル旅行団」 柴田南雄
- 「「山城流」批判覚書」高橋悠治
- 「芸能へ 「こんにゃく座」随行記 林光

批評のページ
- グロボカール「コレスポンダンス」佐野光司
- 近藤譲「線の音楽」[24]高橋悠治
- 柴田南雄「追分節考」武田明倫

同人のページ
作品集（新しい記譜法の実験）：
- 「演奏詩 〔呼びかわし〕」湯浅譲二
- 「スタンディング」[25]近藤譲
- 「ルピナス・ハルピタス」[26]長与寿恵子

### 6夏号
特集：音楽の政治参加
AD 勝井三雄
表紙挿画 中西夏之
表紙写真 大辻清司
1975年6月25日発行 95ページ 定価500円
- 「まえがき」高橋悠治
- 「音楽の要求」パウル・デッサウ 只野晃訳
- 「五つの視点」ルイジ・ノーノ 只野晃訳
- 「文化的植民地主義と音楽の革命」高橋悠治訳
- 「音楽と政治」オリヴィエ・ルヴォ＝ダロン 山上鷹子訳
- アンケート 日本人作曲家の「社会的立場」の認識[27]
- 「「恨歎里」[28]日記（倒序）」林光
- 対談 歌はどこへゆく 加藤登紀子＋高橋悠治
- 「「インター」うたいぞめ」高橋均
- 「天幕を棲息させない国」津野海太郎
- 「外来音楽と日本人」柴田南雄
- 「真言宗豊山派声明（上）」徳丸吉彦・沢田篤子[29]

批評のページ
- 武満徹〔秋庭歌〕増本喜久子
- 波の音楽＝ 佐野光司[30]
- バンクーバー・サウンドスケープ ワールド・サウンドスケイプ・プロジェクト 一柳慧

### 7秋号
特集：エリック・サティ
AD 勝井三雄
表紙挿画 中西夏之
表紙写真 大辻清司
1975年9月25日発行 111ページ 定価500円
- 「音楽における動物（講演）」エリック・サティ 高橋悠治訳
- 「序・サティの課題」近藤譲
- 「サティを弁護する」ジョン・ケージ 松下晶訳
- 「ソクラテスを中心とした〈家具の音楽〉」松平頼暁
- 「パラード」ドナルド・リチー 松下晶訳
- 「私の知った〈ソクラテス〉」ヴァランティーヌ・ユーゴ 山上鷹子訳
- 「サティの復権をめぐって 現代音楽における一九二〇年代」石田一志
- 「エリック・サティと美術家たち」中原佑介
- 「サティにおけるユーモアの弁証法 そのことばと音楽の見えない方程式」秋山邦晴
- 「真言宗豊山派声明（下）」徳丸吉彦・沢田篤子[29]
- 「アジアへの視点 アジア作曲家連盟へのある見解」林光
- 「高橋悠治氏の〈”山城流”批判覚書〉に答える」芸能山城組
- 「〈インタ〉うたいぞめのこと」佐々木孝丸

### 8冬号
特集：脱コンサート」
AD 勝井三雄
表紙挿画 中西夏之
表紙写真 大辻清司
1975年12月25日発行 103ページ 定価500円
- 「現状分析 〔討論〕」間章＋粟津潔＋野田直路＋三枝成章＋高橋悠治
- 「〈音楽界〉考・ある図式」林光
- 「聴衆の参加」近藤譲
- 「黄色い城から」ジェラルド・シャピロ 高橋悠治訳
- 「スクラッチ・オーケストラ〔規約草案〕」コーニリアス・カーデュー 松下晶訳
- 「反コンサート的行為としてのイヴェント、ハプニング」松平頼暁
- 「作曲における場の意識」一柳慧
- 「場所の音楽 音楽の場所」小杉武久＋マイケル・ランタ
- 「作曲ノート 1965-1973」スティーヴ・ライヒ 松下晶訳

批評のページ
- レコード〈湯浅譲二／作品集成〉C=OP7122-7176 N 武田明倫
- 音楽における時間の〈外〉と〈内〉―〔ヤニス・クセナキス〕 佐野光司
- ヤニス・クセナキス「音楽と建築」第二部・建築 吉阪隆正
- 石田一志「サティの復権をめぐって」への疑問 公開質問状 秋山邦晴
- トランソニック・政治 三品隆昭

### 9春号
特集：伝統
AD 勝井三雄
表紙挿画 中西夏之
表紙写真 大辻清司
1976年3月25日発行 96ページ 定価500円
- 「〈引用されるもの〉としての伝統」柴田南雄
- 「私にとって伝統とは？」増本喜久子
- 「三味線音楽における引用」徳丸吉彦
- 「序 ホセ・マセダとピーター・スカルソープのこと」高橋悠治
- 「ウグナヤン 20の放送局のための音楽」ホセ・マセダ 松下晶訳
- 「太平洋域文化についての一考察 個人的な見解」ピーター・スカルソープ 松下晶訳
- 「何故ニュー・ジーランドの作曲家が大洋州の音楽に関心を持たねばならぬか」ピーター・クロウ 松下晶訳
- 「ガフ ガーナのエウェ族のダンス」スティーヴ・ライヒ 只野晃訳
- 「バリとアフリカの音楽の短期間の学習をふりかえって」スティーヴ・ライヒ 只野晃訳
- 「フリー・ジャズと伝統」清水俊彦
- 「解体（デゾレーション）と再生（リクリエーション）〔反語的ロック・メディア論への素描またはロック分野における伝統と異化〕」間章
- コーニリアス・カーデュー〔インタビュー〕小杉武久 高橋悠治訳[31]
- 「古い歌は終わった・連載1」 高橋悠治 1 かんがえのはじまり 2 個の論理を排す[32]

批評のページ
- 金芝河じしんによる金芝河の詩 林光
- 〈For children〉フランク・ベッカー 高橋悠治訳
- レコード〈湯浅譲二／作品集成〉武田明倫

作品
- 「九十九折（つづらおり）」平石博一

### 10夏号
特集：音と都市
AD 勝井三雄
表紙挿画 中西夏之
表紙写真 大辻清司
本文カット 鈴木昭男
1976年6月25日発行 112ページ 定価500円
- 「環境の音楽」マリー・シェイファー 高橋悠治訳[33]
- 「〈バック・グラウンド音楽〉と〈環境音楽〉」一柳慧
- 「〈パルコ〉の都市戦略」真壁智治
- 「レポート・一九七六・三・十八」鈴木昭男
- 「生活の中の音・考ー1」林光
- 「音の周辺」
- 「嵇康／音楽に哀楽はないということ」西順蔵訳・解説
- 「古い歌は終わった・連載2」高橋悠治 3 技術について

批評のページ
- 「「武田明倫・レコード〈湯浅譲二／作品集成〉」を読む」近藤譲
- 「反権力の音楽生産 環螺旋体経営？」坂本龍一[34]
- 「いま何をすべきか？」平石博一
- 「非現実の美学 マース・カニンガム舞踏団」市川雅
- 「自書「スペイシャル・ポエム」のための解説あるいは広告」塩見允枝子

### 11秋号
特集：運動
AD 勝井三雄
表紙挿画 中西夏之
表紙写真 大辻清司
カット 鈴木昭男
1976年9月25日発行 128ページ 定価500円
- 「読者に」[35]
- 「音楽運動は可能か？〔トランソニックの場合〕」林光＋近藤譲＋松平頼暁＋柴田南雄＋高橋悠治＋湯浅譲二[36]
- 「声明〈3〉」ハンス・アイスラー 中尾兼子訳
- 「今日の音楽の機能についてのセミナー」ルイジ・ノーノ 只野晃訳
- 「階級分析の武器を手に取る 再び標題音楽と無標題音楽の階級性を語る」朝華 斎藤有弘訳
- 「私有か集団か？」フレデリック・シェフスキー 高橋悠治訳

柴田南雄・六十年
1. インタビュー 高橋悠治 きき手
2. 年譜 秋山邦晴

- 「環境の音楽〈下〉」マリー・シェイファー 高橋悠治訳
- 「古い歌は終わった 連載3」高橋悠治 4 トンドにて 5 つま恋村にて

feedback フィードバック
- 「音楽批評とは何か？」秋山邦晴＋石田一志
- 「名古屋から」グループ北斗
- 「新宮から」疋田英司

### 12冬号
特集：民衆の歌
AD 勝井三雄
表紙挿画 中西夏之
表紙写真 大辻清司
カット 鈴木昭男
1976年12月25日発行 136ページ 定価500円
- 「討論・民衆の歌」武藤一羊＋林光＋高橋悠治
- 「ラテン・アメリカ 民衆の新しい歌」浜田滋郎
- 「ラツィオの〈詩人の歌ううた〉 トルファでの調査の体験」マルコ・ミュラー 諏訪羚子訳
- 「オッターヴァ・リーマへの音楽学的考察」ジョヴァンニ・マリーニ 諏訪羚子訳
- 「沖繩の歌」新里金福[37]
- 「屈曲した、ぼくらの歌の歴史」浜野サトル

- 「ノート（八編）源泉 新しい世界 音楽／創造的音楽」レオ・スミス 清水俊彦・諸岡敏行訳
- 「教訓抄巻第八 管絃物語」[38]
- 「古い歌は終わった 連載4」高橋悠治 6 シェフスキー[39]・エピソード 7 誕生日のおくりもの

feedback フィードバック
- RegionalismとCosmopolitanism 青森県作曲研究会 笹森建英